# Marc Cucurella
Marc Cucurella Saseta (ur. 22 lipca 1998 w Alelli) – hiszpański piłkarz występujący na pozycji obrońcy w angielskim klubie Chelsea oraz w reprezentacji Hiszpanii.

## Kariera klubowa
Urodzony w Alella Cucurella grał w futsal w zespole FS Alella, przed dołączeniem do młodzieżówek Espanyolu w 2006 roku. W 2012 roku przeniósł się do Barcelony.
26 listopada 2016 roku, wciąż będąc juniorem, zaliczył swój seniorski debiut w Barcelonie B w wygranym 4–0 meczu z CE L’Hospitalet w ramach Segunda División B.
Cucurella z 17 występami przyczynił się do awansu zespołu do Segunda División. 7 lipca 2017 roku przedłużył swój kontrakt z Barceloną do 2021 roku, z klauzulą odstępnego wynoszącą 12 milionów euro. Swój profesjonalny debiut zaliczył 1 września 2017 roku w zremisowanym 2–2 meczu przeciwko Granadzie.
Cucurella w pierwszym zespole zadebiutował 24 października 2017 roku, zmieniając Lucasa Digne w wygranym 3–0 meczu z Realem Murcia rozgrywanym w ramach Pucharu Króla.

## Chelsea
Puchar konfederacji UEFA 
Klubowe mistrzostwo świata 

### Barcelona
- Puchar Króla: 2017/2018

### Reprezentacyjne
- Złoty medal Mistrzostw Europy (Berlin, 2024)
- Srebrny Medal Igrzysk Olimpijskich (Tokio, 2020)